# M2 Bradley
M2 Bradley er en amerikansk amfibisk pansret mandskabsvogn produceret af BAE Systems Land and Armaments (tidligere United Defense, oprindeligt Ford Motor Company). Køretøjet er opkaldt efter den amerikanske general Omar Bradley fra 2. verdenskrig.
De første vogne blev leveret i 1981 og er i dag i tjeneste i den saudiske og den amerikanske hær.
M2 Bradley findes også i en speciel udgave til kavaleriet, kaldet M3 Bradley.
M2 Bradleys mission på slagmarken er at transportere infanteri, levere dækningsild for afsatte tropper og bekæmpe fjendtlige kampvogne eller pansrede mandskabsvogne. M2 Bradley har et mandskab på tre: en vognkommandør, en skytte og en kører og kan endvidere medbringe 6 fuldt udstyrede soldater. M2 Bradley kan også udføre opklaringsmissioner med mandskab på tre og to spejdere.
| Militær | Spire Denne artikel om militær er en spire som bør udbygges. Du er velkommen til at hjælpe Wikipedia ved at udvide den. |